# Jonathan Stark (Tennisspieler)
Jonathan Stark (* 3. April 1971 in Medford, Oregon) ist ein ehemaliger US-amerikanischer Tennisspieler.

## Leben
Stark errang in der Juniorenkonkurrenz mehrere Grand-Slam-Titel. 1987 gewann er an der Seite von Jim Courier die French Open, 1988 mit Jonathan Yancey die US Open und 1989 mit Jared Palmer Wimbledon. Im selben Jahr gewann er den Junioren-Einzeltitel der US Open. Er studierte an der Stanford University und wurde sowohl im Doppel wie auch im Einzel je zwei Mal in die Bestenauswahl All-American gewählt. 1991 erreichte er zusammen mit Jared Palmer das Finale der Doppelkonkurrenz der NCAA-Meisterschaften. Im selben Jahr wurde er Tennisprofi und konnte als Qualifikant den Einzeltitel des Challenger-Turniers von Ponte Vedra erringen.
1992 gewann er in Wellington an der Seite von Jared Palmer seinen ersten Doppeltitel auf der ATP World Tour. Im selben Jahr gewann er mit Patrick McEnroe den Doppeltitel von Sydney, beide standen zudem im Finale des Masters-Turniers von Cincinnati. Stark erreichte in diesem Jahr auch sein erstes Einzelfinale auf der ATP World Tour; beim Rasenturnier von Rosmalen unterlag er im Finale gegen Michael Stich. Seinen ersten Einzeltitel holte er im darauf folgenden Jahr in Bozen durch einen Finalsieg gegen Cédric Pioline. 1994 nahm er nach einem höchst erfolgreichen Jahr mit seinem Doppelpartner Byron Black erstmals an den ATP World Tour Finals teil. Bei seiner zweiten Teilnahme mit Rick Leach im Jahr 1997 konnte er den Doppeltitel bei den Tour Finals erringen. Insgesamt gewann er im Laufe seiner Karriere 19 ATP-Doppeltitel. Weitere 21 Mal stand er in einem Doppelfinale. Seinen zweiten und letzten Einzeltitel gewann er 1996 durch einen Finalerfolg über Michael Chang in Singapur. Seine höchste Notierung in der Tennis-Weltrangliste erreichte er 1994 mit Position 36 im Einzel sowie Position eins im Doppel.
Seine besten Einzelresultate bei Grand-Slam-Turnieren waren Drittrundenteilnahmen bei den Australian Open, den French Open und Wimbledon. In der Doppelkonkurrenz gewann er 1994 an der Seite von Byron Black die French Open durch einen Finalerfolg über Jan Apell und Jonas Björkman. Im selben Jahr standen beide im Finale der Australian Open, wo sie Jacco Eltingh und Paul Haarhuis unterlegen waren. 1995 gewann Stark an der Seite von Martina Navrátilová die Mixedkonkurrenz von Wimbledon.
Stark bestritt zwischen 1994 und 1997 zwei Einzel- sowie vier Doppelpartien für die Davis-Cup-Mannschaft der Vereinigten Staaten. Seine Einzelbilanz war ausgeglichen bei einem Sieg und einer Niederlage. Ausgerechnet in seiner Paradedisziplin, dem Doppel, gelang ihm kein einziger Sieg. Er unterlag drei Mal gegen verschiedene schwedische Paarungen, darunter 1997 bei der 0:5-Niederlage im Finale des Davis Cup, als er an der Seite von Todd Martin gegen Jonas Björkman und Nicklas Kulti klar in drei Sätzen unterlag.

## Erfolge
| Legende                           |
| Grand Slam (1)                    |
| Tennis Masters Cup (1)            |
| ATP Masters Series (2)            |
| ATP International Series Gold (4) |
| ATP International Series (13)     |
| ATP Challenger Series (4)         |

| ATP-Titel nach Belag |
| Hartplatz (11)       |
| Sand (3)             |
| Rasen (1)            |
| Teppich (6)          |

### Einzel

#### Turniersiege

##### ATP Tour
| Nr. | Datum            | Turnier  | Belag       | Finalgegner    | Ergebnis |
| --- | ---------------- | -------- | ----------- | -------------- | -------- |
| 1.  | 17. Oktober 1993 | Bozen    | Teppich (i) | Cédric Pioline | 6:3, 6:2 |
| 2.  | 6. Oktober 1996  | Singapur | Teppich (i) | Michael Chang  | 6:4, 6:4 |

##### Challenger Tour
| Nr. | Datum            | Turnier           | Belag       | Finalgegner     | Ergebnis |
| --- | ---------------- | ----------------- | ----------- | --------------- | -------- |
| 1.  | 6. Oktober 1991  | Ponte Vedra Beach | Hartplatz   | Kelly Evernden  | 6:3, 6:1 |
| 2.  | 31. Oktober 1993 | Brest             | Teppich (i) | Guillaume Raoux | 7:6, 6:3 |

#### Finalteilnahmen
| Nr. | Datum         | Turnier  | Belag | Finalgegner   | Ergebnis |
| --- | ------------- | -------- | ----- | ------------- | -------- |
| 1.  | 14. Juni 1993 | Rosmalen | Rasen | Michael Stich | 4:6, 5:7 |

### Doppel

#### Turniersiege

##### ATP Tour
| Nr. | Datum             | Turnier         | Belag     | Partner           | Finalgegner                         | Ergebnis      |
| --- | ----------------- | --------------- | --------- | ----------------- | ----------------------------------- | ------------- |
| 1.  | 5. Januar 1992    | Wellington      | Hartplatz | Jared Palmer      | Michiel Schapers Daniel Vacek       | 6:3, 6:3      |
| 2.  | 11. Oktober 1992  | Sydney Indoor   | Hartplatz | Patrick McEnroe   | Jim Grabb Richey Reneberg           | 7:6, 6:3      |
| 3.  | 16. Mai 1993      | Coral Springs   | Sand      | Patrick McEnroe   | Paul Annacone Doug Flach            | 6:4, 6:3      |
| 4.  | 13. Juni 1993     | Rosmalen        | Rasen     | Patrick McEnroe   | David Adams Andrei Olchowski        | 7:6, 1:6, 6:4 |
| 5.  | 3. Oktober 1993   | Basel           | Hartplatz | Byron Black       | Brad Pearce Dave Randall            | 3:6, 7:5, 6:3 |
| 6.  | 10. Oktober 1993  | Toulouse        | Hartplatz | Byron Black       | David Prinosil Udo Riglewski        | 7:5, 7:6      |
| 7.  | 24. Oktober 1993  | Wien            | Teppich   | Byron Black       | Mike Bauer David Prinosil           | 6:3, 7:6      |
| 8.  | 7. November 1993  | Paris           | Teppich   | Byron Black       | Tom Nijssen Cyril Suk               | 7:6, 6:4      |
| 9.  | 13. Februar 1994  | Memphis         | Hartplatz | Byron Black       | Jim Grabb Jared Palmer              | 6:2, 6:4      |
| 10. | 5. Juni 1994      | French Open     | Sand      | Byron Black       | Jan Apell Jonas Björkman            | 6:4, 7:6      |
| 11. | 31. Juli 1994     | Montreal        | Hartplatz | Byron Black       | Patrick McEnroe Jared Palmer        | 7:6, 7:6      |
| 12. | 26. Februar 1995  | Philadelphia    | Teppich   | Jim Grabb         | Jacco Eltingh Paul Haarhuis         | 7:6, 6:7, 6:3 |
| 13. | 16. April 1995    | Tokio           | Hartplatz | Mark Knowles      | John Fitzgerald Anders Järryd       | 7:5, 6:4      |
| 14. | 28. Mai 1995      | Bologna         | Sand      | Byron Black       | Libor Pimek Vincent Spadea          | 7:5, 6:3      |
| 15. | 28. April 1996    | Seoul           | Hartplatz | Rick Leach        | Kent Kinnear Kevin Ullyett          | 6:4, 6:4      |
| 16. | 10. November 1996 | Stockholm       | Hartplatz | Patrick Galbraith | Todd Martin Chris Woodruff          | 7:6, 6:4      |
| 17. | 22. November 1997 | Hartford        | Teppich   | Rick Leach        | Wayne Ferreira Jewgeni Kafelnikow   | 6:3, 6:4, 7:6 |
| 18. | 27. August 2000   | Long Island (1) | Hartplatz | Kevin Ullyett     | Jan-Michael Gambill Scott Humphries | 6:4, 6:4      |
| 19. | 26. August 2001   | Long Island (2) | Hartplatz | Kevin Ullyett     | Leoš Friedl Radek Štěpánek          | 6:1, 6:4      |

##### Challenger Tour
| Nr. | Datum              | Turnier | Belag     | Partner      | Finalgegner                  | Ergebnis |
| --- | ------------------ | ------- | --------- | ------------ | ---------------------------- | -------- |
| 1.  | 27. September 1998 | Urbana  | Hartplatz | Jared Palmer | Doug Flach Mark Merklein     | 6:4, 7:6 |
| 2.  | 4. Oktober 1998    | Dallas  | Hartplatz | Jared Palmer | Michael Hill Scott Humphries | 6:3, 6:4 |

#### Finalteilnahmen
| Nr. | Datum            | Turnier              | Belag         | Partner             | Finalgegner                       | Ergebnis           |
| --- | ---------------- | -------------------- | ------------- | ------------------- | --------------------------------- | ------------------ |
| 1.  | 16. August 1992  | Cincinnati Masters   | Hartplatz     | John McEnroe        | Todd Woodbridge Mark Woodforde    | 3:6, 6:1, 3:6      |
| 2.  | 4. Oktober 1992  | Brisbane             | Hartplatz     | Patrick McEnroe     | Steve DeVries David Macpherson    | 4:6, 4:6           |
| 3.  | 7. Februar 1993  | San Francisco        | Hartplatz (i) | Patrick McEnroe     | Scott Davis Jacco Eltingh         | 1:6, 6:3, 5:7      |
| 4.  | 21. März 1993    | Miami Masters (1)    | Hartplatz     | Patrick McEnroe     | Richard Krajicek Jan Siemerink    | 7:6, 4:6, 6:7      |
| 5.  | 9. Januar 1994   | Oʻahu                | Hartplatz     | Alex O’Brien        | Tom Nijssen Cyril Suk             | 4:6, 4:6           |
| 6.  | 30. Januar 1994  | Australian Open      | Hartplatz     | Byron Black         | Jacco Eltingh Paul Haarhuis       | 7:6, 3:6, 4:6, 3:6 |
| 7.  | 6. Februar 1994  | San José (1)         | Hartplatz (i) | Byron Black         | Rick Leach Jared Palmer           | 6:4, 4:6, 4:6      |
| 8.  | 6. März 1994     | Indian Wells Masters | Hartplatz     | Byron Black         | Grant Connell Patrick Galbraith   | 5:7, 3:6           |
| 9.  | 9. Oktober 1994  | Sydney Indoor        | Hartplatz (i) | Byron Black         | Jacco Eltingh Paul Haarhuis       | 4:6, 6:7           |
| 10. | 16. Oktober 1994 | Tokio Indoor         | Teppich (i)   | Byron Black         | Grant Connell Patrick Galbraith   | 3:6, 6:3, 4:6      |
| 11. | 6. November 1994 | Paris Masters (1)    | Teppich (i)   | Byron Black         | Jacco Eltingh Paul Haarhuis       | 6:3, 6:7, 5:7      |
| 12. | 18. Februar 1996 | San José (2)         | Hartplatz (i) | Richey Reneberg     | Trevor Kronemann David Macpherson | 4:6, 6:3, 3:6      |
| 13. | 12. Januar 1997  | Auckland             | Hartplatz     | Rick Leach          | Ellis Ferreira Patrick Galbraith  | 4:6, 6:4, 6:7      |
| 14. | 23. Februar 1997 | Memphis (1)          | Hartplatz     | Rick Leach          | Ellis Ferreira Patrick Galbraith  | 3:6, 6:3, 1:6      |
| 15. | 12. Oktober 1997 | Singapur             | Teppich (i)   | Rick Leach          | Mahesh Bhupathi Leander Paes      | 4:6, 4:6           |
| 16. | 26. Oktober 1997 | Stuttgart Masters    | Teppich (i)   | Rick Leach          | Todd Woodbridge Mark Woodforde    | 3:6, 3:6           |
| 17. | 2. November 1997 | Paris Masters (2)    | Teppich (i)   | Rick Leach          | Jacco Eltingh Paul Haarhuis       | 2:6, 6:7           |
| 18. | 29. März 1998    | Miami Masters (2)    | Hartplatz     | Alex O’Brien        | Ellis Ferreira Rick Leach         | 2:6, 4:6           |
| 19. | 18. Juni 2000    | Queen’s Club         | Rasen         | Eric Taino          | Todd Woodbridge Mark Woodforde    | 7:65, 3:6, 6:71    |
| 20. | 25. Februar 2001 | Memphis (2)          | Hartplatz (i) | Alex O’Brien        | Bob Bryan Mike Bryan              | 3:6, 6:73          |
| 21. | 4. März 2001     | San José (3)         | Hartplatz (i) | Jan-Michael Gambill | Mark Knowles Brian MacPhie        | 3:6, 6:74          |

## Abschneiden bei bedeutenden Turnieren

### Doppel
Die Tabelle listet die Ergebnisse der Grand-Slam-Turniere, der ATP Finals, der Olympischen Spiele, des Davis Cups und der Masters-Turniere auf.
| Turnier           | 2002 | 2001 | 2000 | 1999 | 1998 | 1997 | 1996 | 1995 | 1994 | 1993 | 1992 | 1991 | 1990 | 1989 | 1988 | Karriere |
| ----------------- | ---- | ---- | ---- | ---- | ---- | ---- | ---- | ---- | ---- | ---- | ---- | ---- | ---- | ---- | ---- | -------- |
| Australian Open   | 1    | 2    | —    | VF   | AF   | HF   | —    | 1    | F    | AF   | VF   | —    | —    | —    | —    | 1 × F    |
| French Open       | —    | 1    | 1    | AF   | 1    | VF   | HF   | 2    | S    | 1    | —    | —    | —    | —    | —    | 1 × S    |
| Wimbledon         | —    | 2    | 1    | AF   | —    | AF   | 2    | AF   | AF   | VF   | VF   | —    | —    | —    | —    | 2 × VF   |
| US Open           | —    | 2    | 1    | 2    | 2    | 1    | 2    | VF   | AF   | 1    | AF   | AF   | —    | 1    | 1    | 1 × VF   |
| ATP Finals        | —    | —    | —    | —    | —    | S    | —    | —    | RR   | —    | —    | —    | —    | —    | —    | 1 × S    |
| Indian Wells      | —    | 1    | AF   | 1    | HF   | AF   | AF   | AF   | F    | AF   | 1    | —    | —    | —    | —    | 1 × F    |
| Miami             | —    | 1    | 1    | —    | F    | VF   | 2    | HF   | HF   | F    | 1    | —    | —    | —    | —    | 2 × F    |
| Monte Carlo       | —    | 1    | —    | —    | —    | —    | —    | —    | —    | —    | —    | —    | —    | —    | —    | 1 × 1R   |
| Madrid            | —    |      |      |      |      |      |      |      |      |      |      |      |      |      |      | —        |
| Rom               | —    | —    | —    | AF   | —    | HF   | —    | —    | —    | —    | —    | —    | —    | —    | —    | 1 × HF   |
| Hamburg           | —    | —    | —    | 1    | —    | —    | —    | —    | —    | —    | —    | —    | —    |      |      | 1 × 1R   |
| Kanada            | —    | —    | AF   | —    | —    | AF   | —    | AF   | S    | —    | AF   | —    | —    | —    | —    | 1 × S    |
| Cincinnati        | —    | —    | —    | 1    | —    | 1    | HF   | HF   | VF   | VF   | F    | —    | —    | —    | —    | 1 × F    |
| Stockholm         |      |      |      |      |      |      |      |      | —    | —    | —    | —    | —    |      |      | —        |
| Essen             |      |      |      |      |      |      |      | VF   |      |      |      |      |      |      |      | 1 × VF   |
| Stuttgart         |      | —    | —    | 1    | 1    | F    | —    |      |      |      |      |      |      |      |      | 1 × F    |
| Paris             | —    | —    | —    | AF   | HF   | F    | 1    | AF   | F    | S    | —    | —    | —    | —    | —    | 1 × S    |
| Olympische Spiele |      |      | —    |      |      |      | —    |      |      |      | —    |      |      |      | —    | —        |
| Davis Cup         | —    | —    | —    | —    | —    | F    | —    | S    | HF   | —    | —    | —    | —    | —    | —    | 1 × S    |

Zeichenerklärung: S = Turniersieg; F, HF, VF, AF = Einzug ins Finale, Halb-, Viertel-, Achtelfinale; 1, 2, 3 = Ausscheiden in der 1., 2., 3. Haupt- / Finalrunde; Q1, Q2, Q3 = Ausscheiden in der 1., 2. 3. Qualifikationsrunde; RR = Round Robin (Gruppenphase); nicht ausgetragen oder andere Kategorie; PO (Playoff), P2 = Auf-/Abstiegsrunde zur Weltgruppe I/II im Davis Cup; W2 = Teilnahme in der Weltgruppe II